# Costin D. Neniţescu
Costin D. Nenițescu (nevének írásmódja néha Nenitzescu) (Bukarest, 1902. július 15. – Bușteni, 1970. július 28.) román szerveskémikus. Hazájában a modern szerves kémia atyjaként tisztelik.

## Élete
Vegyészeti tanulmányait Hans Fischer tanítványaként 1925-ben fejezte be a müncheni Lajos–Miksa Egyetemen. 1926-tól a Bukaresti Egyetemen kémiát oktatott tanársegédként, 1935-től pedig a Bukaresti Műszaki Egyetem szerveskémia-professzora lett. 1947-től a Vegyipari Minisztérium kutatási osztályvezetője lett. 1964-ben a kezdeményezésére jött létre a Román Akadémia Szerves Kémiai Központja, amelynek haláláig vezetője volt, és amely ma nevét viseli (Centrul de Chimie Organica Costin D. Nenițescu). Kutatásaival és szervezőmunkájával tevékenyen segített a román vegyipar és gyógyszeripar fejlesztésében.
Munkásságáért a Román Akadémia 1945-ben levelező, 1955-ben rendes tagjává választotta. Ezenkívül a Német Tudományos Akadémia levelező és a Magyar Tudományos Akadémia tiszteleti tagja (1970) is volt.
Nenițescu fő kutatási területe az aromás szénhidrogének Friedel–Crafts-reakcióinak vizsgálata, valamint a ciklopropán-izomerizáció mechanizmusának kutatása volt. Pályája elején, 1929-ben kidolgozta a kinonból kiinduló oxindolciklizációt, 1934–1936 között pedig a cikloalkének Friedel–Crafts-típusú hidrogénező acilezését és a cikloalkánok gyűrűszűküléssel járó acilezését ciklikus ketonokká. Miközben megkísérelt ciklobutadiént előállítani, sikeresen izolálta annak fémkomplexeit. A Romániában felszínre került nyersolaj vizsgálatakor korábban ismeretlen olajsavcsoportot azonosított be.
1956-ban házasodtak össze az ugyancsak vegyész Ecaterina Ciorănescu-Nenițescuval.